# Sindrome di Pancoast
La sindrome di Pancoast è una conseguenza dell'irritazione di varie strutture poste in prossimità dell'apice polmonare. Solitamente è provocata da processi a carattere espansivo (tumori, cisti). Spesso si tratta di un tipo di cancro al polmone (in questo caso chiamato tumore di Pancoast), definito principalmente dalla sua posizione situata all'estremità superiore del polmone destro o sinistro, che si diffonde in genere ai tessuti circostanti, come coste o vertebre. Si verifica tipicamente in soggetti fumatori ed ex fumatori.
I tessuti che può interessare sono: vena brachiocefalica, arteria succlavia, nervo frenico, nervo laringeo ricorrente, nervo vago o, tipicamente, la compressione di un ganglio simpatico, causando una serie di sintomi noti come sindrome di Horner.
I tumori di Pancoast prendono il nome da Henry Pancoast, un radiologo statunitense, che li ha descritti tra il 1924 e il 1932.

## Segni e sintomi
Come detto, a parte i segni e sintomi generali del cancro, quali malessere, febbre, perdita di peso e affaticamento, i sintomi dipendono dalla struttura interessata. I segni e sintomi clinici possono essere confusi con malattie neurovascolari. Storia di fumo del paziente, rapida insorgenza dei segni e dei sintomi clinici, dolore pleurico possono suggerire un tumore di questo tipo.

### Ganglio Cervicale Inferiore (Simpatico)
Se interessa questa struttura porterà alla sindrome di Bernard-Horner che comporta: miosi (restringimento delle pupille), ipoidrosi (assenza di sudorazione), ptosi (abbassamento della palpebra) e enoftalmo (bulbo oculare incavato).

### Plesso Brachiale
In alcuni casi, il plesso brachiale viene influenzato, provocando dolore e debolezza nei muscoli del braccio e della mano.

### Nervo Laringeo Ricorrente
Il tumore può comprimere il nervo laringeo ricorrente e portare ad una voce rauca e tosse.

### Vena Cava Superiore
L'ostruzione, per effetto dell'espansione della massa tumorale, della vena cava superiore, porta alla sindrome della vena cava superiore che provoca cianosi e gonfiore del viso oltre alla dilatazione delle vene della testa e del collo (edema a mantellina).

## Trattamento
Il trattamento di un cancro al polmone di tipo Pancoast può differire da quello di altri tipi di tumore non a piccole cellule del polmone. La sua posizione e la vicinanza a strutture vitali (come i nervi e la colonna vertebrale) possono rendere difficile l'intervento chirurgico. Ciò porta alla scelta della chemioterapia e alla radioterapia come trattamento. L'eventuale chirurgia può consistere nella rimozione del lobo superiore del polmone insieme con le sue strutture vicine (arteria succlavia, vena, rami del plesso brachiale, coste e corpi vertebrali), così come la linfoadenectomia mediastinica. L'accesso chirurgico può essere praticato grazie alla toracotomia posteriore o anteriore del torace.